# Royal Léopold Club
Pour les articles homonymes, voir Royal et Léopold.
Le Royal Léopold Club est un club omnisports d'Uccle, le club possède quatre sections, en tennis, en bridge, fitness et en hockey sur gazon, la section football est aujourd'hui indépendante de ce club. Il est situé dans un parc de 5 hectares au cœur de Bruxelles.

## Section

### Tennis
Fondé en 1893 la section tennis est un des plus anciens clubs de tennis en Belgique.

### Football
La section football est une ancienne section de club omnisports du Léo, son histoire est assez sombre, faites de fusion et de déménagement.
Elle fut fondée le 11 février 1893 et acquit le matricule 5.
En 1952, elle quitta le club omnisports et prit son indépendance à cause de la section tennis qui racheta une partie du terrain (5Ha ½) à la famille Brugmann par souscription auprès des membres, ce qui amputa le terrain de football.

### Hockey sur gazon
Evoluant en 2018, en Division d'honneur, la section hockey est la plus prestigieuse des sections du club et du hockey belge.
- Championnat de Belgique de hockey sur gazon (25)
- Coupe de Belgique de hockey sur gazon (11)

## Infrastructure
- 26 courts de tennis dont 14 en terre battue

- 2 terrains de hockey